# 水森暦
水森 暦（みなもり こよみ、3月11日-）は、日本の漫画家。新潟県出身。JAM日本アニメ・マンガ専門学校（新潟市）マンガクリエイト科卒業。
白泉社の漫画雑誌『花とゆめ』で連載されていた「はじまりのにいな」は、宝島社の『このマンガがすごい!2012』オンナ部門第39位にランクインした。

## 人物
- 「キラキラ」で第328回HMC努力賞受賞。「恋恋」で第43回BC賞佳作受賞。以後、『ザ花とゆめ』（白泉社）を中心に読み切り16作品、連載1作品の発表を経て、2010年、『花とゆめ』（同）2010年20号に「はじまりのにいな」を読み切りで発表。不定期に同作第2・3話及び特別編を発表し、同誌2011年20号以降同作で定期連載を担当した。

- 子どものころから漫画を読むことや物語を考えることが好きで、小学生のころにはノートに、当時好きだった『魔法陣グルグル』（衛藤ヒロユキ作）に影響を受けた漫画等を描いており、『赤ちゃんと僕』（羅川真里茂作）をきっかけに『花とゆめ』を読み始め、投稿したいと思うようになった[3]。

- 無趣味ながらも友人との交流や旅行を楽しみにしており、原稿締切後に旅行の予定を入れてそれを目標に必死に原稿を仕上げる、といったこともある[3]。

## 作品リスト

### 雑誌掲載作品
| 作品名                                            | 掲載雑誌                                                                          | 収録コミックス                                       |
| ------------------------------------------------- | --------------------------------------------------------------------------------- | ---------------------------------------------------- |
| キラキラ                                          | 『ザ花とゆめ』2003年10/1号                                                        |                                                      |
| 恋恋                                              | 『ザ花とゆめ』2004年4/1号                                                         |                                                      |
| 夏が咲くころ                                      | 『ザ花とゆめ』2004年10/1号                                                        | 『彼女の涙が雪だとしたら』                           |
| 白い落書き                                        | 『ザ花とゆめ』2005年2/1号                                                         | 『ハウスキーパーマン』                               |
| アウトドロップ                                    | 『別冊花とゆめ』（白泉社）2005年5月号                                             |                                                      |
| 夢語〜手のない絵かき〜                            | 『別冊花とゆめ』2005年9月号                                                       |                                                      |
| 待ちびと                                          | 『ザ花とゆめ』2006年4号                                                           | 『はじまりのにいな』第4巻                            |
| 彼の赤いボタン                                    | 『花とゆめ』2006年6号                                                             |                                                      |
| 恋ばか。                                          | 『ザ花とゆめ』2006年4/1号                                                         | 『はじまりのにいな』第1巻                            |
| 境界線                                            | 『ザ花とゆめ』2006年6/1号                                                         | 『彼女の涙が雪だとしたら』                           |
| 舞われ風車                                        | 『ザ花とゆめ』2006年9/25号                                                        | 『彼女の涙が雪だとしたら』                           |
| やさしいてのひら                                  | 『ザ花とゆめ』2007年1/25号                                                        | 『はじまりのにいな』第4巻                            |
| 迷い猫とワルツを                                  | 『ザ花とゆめ』2007年5/25号                                                        |                                                      |
| ハウスキーパーマン                                | 『ザ花とゆめ』2007年11/25号、2008年3/25号、同年5/25号                             | 『ハウスキーパーマン』                               |
| 青と海辺のノスタルジア                            | 『ザ花とゆめ』2008年9/25号                                                        |                                                      |
| きみに贈る赤                                      | 『ザ花とゆめ』2009年4/1号                                                         |                                                      |
| タイムカプセル                                    |                                                                                   | 『赤ちゃんと僕トリビュート』 （白泉社、2009年8月刊） |
| 彼女の涙が雪だとしたら                            | 『ザ花とゆめ』2010年2/1号                                                         | 『彼女の涙が雪だとしたら』                           |
| 卒業式-となりの君にさよなら-                      | 『ザ花とゆめ』2010年4/1号                                                         |                                                      |
| はじまりのにいな                                  | 『花とゆめ』2010年20号 - 2012年22号                                               | 『はじまりのにいな』                                 |
| ぼくは108回嘘をつく                               | 『花とゆめ』2013年1号                                                             |                                                      |
| はじまりのにいな番外編 〜キスミーにいなちゃん！〜 | 『ザ花とゆめ』2013年6/1号                                                         |                                                      |
| ぼくらはバラの子                                  | 『花とゆめ』2013年13号 - 2014年12号                                               | 『ぼくらはバラの子』                                 |
| 各駅停車信越本線長岡行き                          | 『ザ花とゆめ』2014年12/1号                                                        |                                                      |
| こども時代                                        | 『別冊花とゆめ』2015年5月号                                                       |                                                      |
| 泥だらけのハニー                                  | 『別冊花とゆめ』2015年10月号 - 2016年2月号                                        | 『泥だらけのハニー』                                 |
| ゆうなみこなみ                                    | 『別冊花とゆめ』2016年10月号                                                      |                                                      |
| 世界は今日もまわってる                            | 『別冊花とゆめ』2017年6月号 - 2018年7月号 マンガPark 2018年6月26日 - 2019年2月1日 | 『世界は今日もまわってる』                           |

### 書籍
- 『はじまりのにいな』白泉社〈花とゆめコミックス〉2011年 - 2013年、全4巻
- 『彼女の涙が雪だとしたら -水森暦短編集-』白泉社〈花とゆめコミックス〉2012年、短編集
- 『ぼくらはバラの子』白泉社〈花とゆめコミックス〉2013年 - 2014年、全3巻
- 『ハウスキーパーマン』白泉社〈花とゆめコミックス〉2014年、全1巻
- 『泥だらけのハニー』白泉社〈花とゆめコミックス〉2016年、全1巻
- 『世界は今日もまわってる』白泉社〈花とゆめコミックス〉2017年 - 2019年、全3巻（第3巻は電子書籍のみ）